# Sabonnères
Sabonnères es una comuna (municipio) de Francia, en la región de Mediodía-Pirineos, departamento de Alto Garona, en el distrito de Muret y cantón de Rieumes.
Su población en el censo de 1999 era de 218 habitantes.
Está integrada en la Communauté de communes Coteaux du Saves et de l'Aussonnelle.

## Demografía
| 223 | 181 | 200 | 192 | 178 | 218 |
| Para los censos de 1962 a 1999 la población legal corresponde a la población sin duplicidades (Fuente: INSEE [Consultar]) |     |     |     |     |     |